# 张德政
张德政（？—），中华人民共和国政治人物、外交官。
1993年，接替郭靖安担任中华人民共和国驻加纳大使。1997年，由李祖沛接任。